# Gaoliying
Gaoliying (kinesiska: 高丽营, 高丽营镇) är en köping i Kina. Den ligger i stadsdistriket Shunyi i Pekings storstadsområde, i den norra delen av landet, omkring 28 kilometer norr om stadskärnan. Antalet invånare är 44 461. Befolkningen består av 20 521 kvinnor och 23 940 män. Barn under 15 år utgör 9,0 %, vuxna 15–64 år 84 %, och äldre över 65 år 6,0 %.